# エイヤ・フーティアイネン
エイヤ・フーティアイネン（Elja Hyytiäinen、1961年1月4日 - ）は、フィンランド、中央スオミ県サーリヤルヴィ出身の元クロスカントリースキー選手。1980年代に国際大会で活躍した。
1984年サラエボオリンピックではピルッコ・マーッタ、マルヨ・マティカイネン、マルヤ＝リーサ・ハマライネンとともに銅メダルを獲得した。
1989年にクロスカントリースキー選手のカリ・リスタネンと結婚した。